# 中埠頭車両基地
中埠頭車両基地（なかふとうしゃりょうきち）は、神戸市中央区に所在する神戸新交通の車両基地である。検車第1区。

## 概要
南公園駅東の位置にある、ポートアイランド線唯一の車両基地である。出入庫線2線は中埠頭駅の2番線へとつながっている。整備工場と検査場が併設されており、ポートアイランド線に所属する全車両の検査、修繕を行なっているため、ポートアイランド線車両基地とも呼ばれる。出入庫を含む車両基地内での操車は、工場・検査場への出入場を除いて自動化されており、操車扱い所で発点・着点を選択して車両の入換を行っているほか、神戸新交通本社ビル内の総合司令所からのリモート操作による操車を行うことも可能。
毎年11月上旬頃に「ポートライナーフェスティバル」が開催され、車両基地の一般公開を行っている。

### 検車場
車両の月検査、列車検査を担当している。延床面積は 3,448m2 ある。建物内には月検線1本と列検線2本、臨検線1本、建物外には自動車体洗浄機および手洗洗車台を備えた洗浄線が1本と試走線が1本、通常の留置線が5本敷設されている（洗浄線、試走線、留置線は6両編成を2本縦列留置できる）。このうち臨検線には、新交通システム特有のタイヤ交換ジャッキや可倒式案内軌条が備えられている。

### 車両工場
車両の全般検査、重要部検査を担当している。延床面積は 3,186m2 ある。建物内に可倒式案内軌条と台車抜取装置を備えた工場線が敷設されている。工場内ではそれぞれ艤装職場、空装職場、回転機職場、台車職場、電装職場等に分けられ、天井走行クレーン(12t/2.8t/1t)が計4基ある。
業務は協力会社の川重車両テクノ（川崎車両のグループ会社）とJR西日本テクノス（台車整備）に委託している。

### 出入庫検査場
出入庫線の手前にあり、入庫検査、出庫検査を担当している。延床面積は 1,119m2 ある。建物内には出入庫検査線3本が敷設されている。

### 作業車車庫
敷地南側にあり、2両分の作業車庫線が2本敷設されている。この中に保存車両が保管されている（後述）。

## 配置車両
- 神戸新交通2000型電車

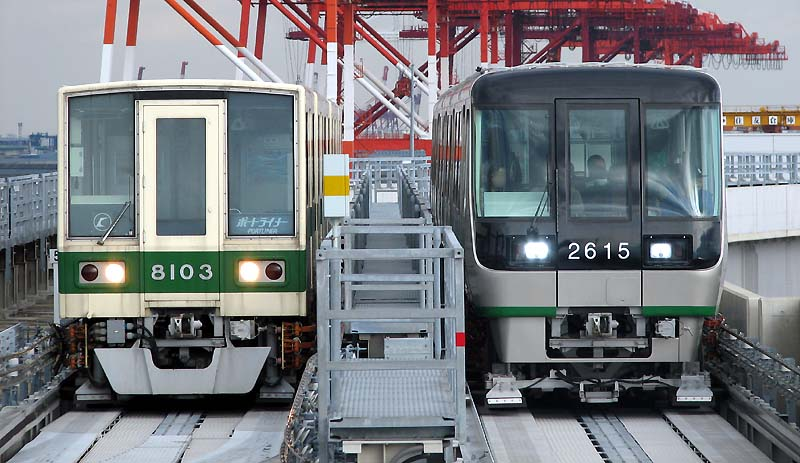
8000型電車（左）と、2000型電車（右）

  - 2005年（平成17年）11月に第1編成搬入。1次車18両、2次車84両の計102両が配置されている。
- 神戸新交通2020型車両
  - 2016年（平成28年）1月に第1編成搬入。12両が配置され、この配置により最大収容両数の114両に達する。

### 過去の配置車両
- 神戸新交通8000型電車
  - 1980年（昭和55年）4月に第1編成搬入。72両が配置され、2009年（平成21年）まで営業運転を行っていた。
  - 2000型2次車の新造とともに順次廃車された。

## 保存車両
- 神戸新交通8000型電車

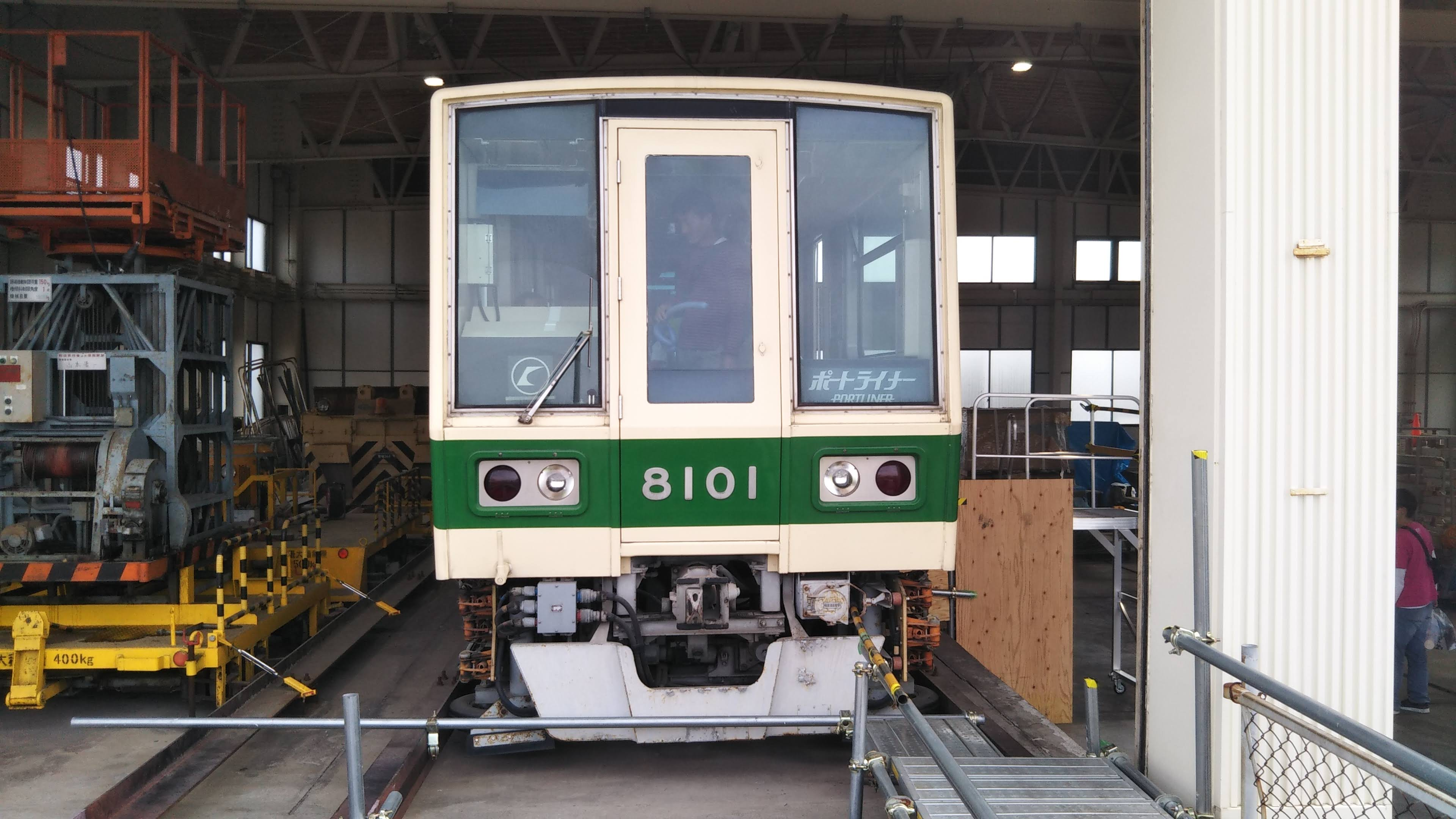
中埠頭車両基地に保存されている8000型

  - トップナンバーの先頭車であるKNT-8101と中間車のKNT-8201の2両のみ、車庫内で静態保存されている。通常は車庫内の非公開の場所に置かれており、観覧・車内立ち入りできるのは鉄道の日のイベント時のみである。